# Джона Хауър-Кинг
Джона Андре Хауър-Кинг (на английски: Jonah Andre Hauer-King) е английски актьор. Участва във филмите „Последният фотограф“ (2017) и „Пътят към дома“ (2019) и се появява в минисериалите „Хауърдс Енд“ (2017), „Малки жени“ (2017) и „Свят в пламъци“ (2019). През 2020 г. е добавен в актьорския състав, за да играе Принц Ерик в „Малката русалка“ (2023).

## Ранен живот и образование
Хауър-Кинг е роден на 30 май 1995 г. в Лондон в семейството на театралната продуцентка и терапевт Дебра Хауър и Джеръми Кинг, който е ресторантьор. Неговата сестра е Марго Хауър-Кинг, която е счетоводителка и партньорка на актьора Джош О'Конър.
Хауър-Кинг е евреин. Неговите баба и дядо са полски евреи, които бягат във Варшава през 30-те години на XX век.
Хауър-Кинг учи в колежа Свети Джон в Кембридж и го завършва с отличие.